# Hrajr Mkojan
Hrajr Mkojan, orm. Հրայր Մկոյան (ur. 2 września 1986 w Leninakanie) – piłkarz ormiański grający na pozycji środkowego obrońcy.

## Kariera klubowa
Mkojan jest wychowankiem klubu Szirak Giumri. Do kadry pierwszego zespołu awansował w 2004 roku jako 18-latek i w tamtym sezonie zadebiutował w rozgrywkach pierwszej ligi ormiańskiej. W Sziraku grał do końca 2006 roku.
Na początku 2007 roku Mkojan został wypożyczony do Araratu Erywań. Występował w nim przez 2 lata, a w sezonie 2008 zdobył z nim Puchar Armenii. Natomiast w 2009 roku występował na zasadach wypożyczenia w zespole Uliss Erywań.
W 2010 roku Mkojan przeszedł do Miki Erywań. Swój debiut w nim zanotował 28 marca 2010 w zwycięskim 4:0 domowym meczu z Banancem Erywań. Po dwóch latach ponownie zmienił klub i 12 stycznia 2012 roku podpisał kontrakt z rosyjskim Spartak Nalczyk. Latem 2012 piłkarz powrócił do Sziraka Giumri.
| Sezon          | Klub                 | Kraj    | Rozgrywki         | Mecze | Bramki |
| -------------- | -------------------- | ------- | ----------------- | ----- | ------ |
| 2004           | Szirak Giumri        | Armenia | Bardzragujn chumb | 3     | 0      |
| 2005           | Szirak Giumri        | Armenia | Bardzragujn chumb | 13    | 0      |
| 2006           | Szirak Giumri        | Armenia | Bardzragujn chumb | 22    | 2      |
| 2007           | Ararat Erywań        | Armenia | Bardzragujn chumb | 23    | 0      |
| 2008           | Ararat Erywań        | Armenia | Bardzragujn chumb | 24    | 0      |
| 2009           | Uliss Erywań         | Armenia | Bardzragujn chumb | 27    | 3      |
| 2010           | Mika Erywań          | Armenia | Bardzragujn chumb | 24    | 1      |
| 2011           | Mika Erywań          | Armenia | Bardzragujn chumb | 26    | 1      |
| 2011/12        | Spartak Nalczyk      | Rosja   | Priemjer-Liga     | 1     | 0      |
| 2012/13        | Szirak Giumri        | Armenia | Bardzragujn chumb | 18    | 1      |
| 2012/13 (wyp.) | Czeskie Budziejowice | Czechy  | Gambrinus Liga    | 7     | 1      |
| 2013/14        | Gandzasar Kapan      | Armenia | Bardzragujn chumb | 11    | 0      |
| 2013/14        | Szirak Giumri        | Armenia | Bardzragujn chumb | 13    | 0      |
| 2014/15        | Esteghlal Teheran    | Iran    | Iran Pro League   | 23    | 0      |
| 2015/16        | Esteghlal Teheran    | Iran    | Iran Pro League   | 26    | 0      |
| 2016/17        | Esteghlal Teheran    | Iran    | Iran Pro League   | 14    | 0      |
| 2017/18        | Szirak Giumri        | Armenia | Bardzragujn chumb | 14    | 0      |
| 2018/19        | Ararat-Armenia       | Armenia | Bardzragujn chumb | 3     | 1      |
| 2018/19        | Alaszkert            | Armenia | Bardzragujn chumb | 13    | 0      |
| 2019/20        | Szirak Giumri        | Armenia | Bardzragujn chumb | 19    | 0      |
| 2020/21        | Ararat Erywań        | Armenia | Bardzragujn chumb | 19    | 0      |
| 2021/22        | Ararat Erywań        | Armenia | Bardzragujn chumb | 29    | 0      |
| 2022/23        | Ararat Erywań        | Armenia | Bardzragujn chumb | 29    | 0      |
| 2023/24        | Szirak Giumri        | Armenia | Bardzragujn chumb | 13    | 0      |
|                |                      |         |                   |       |        |

## Kariera reprezentacyjna
W reprezentacji Armenii Mkojan zadebiutował 2 września 2009 roku w wygranym 2:1 meczu eliminacji do MŚ 2010 z Belgią. Mecz ten zakończył się wynikiem 2:1 dla Armenii
Pierwszego gola dla reprezentacji Armenii strzelił 13 czerwca 2015 roku w meczu eliminacji do ME 2016 przeciwko reprezentacji Portugalii. Mecz ten zakończył się wynikiem 2:3 dla Portugalii.